# Волынцев, Василий Михайлович
Васи́лий Миха́йлович Волы́нцев (21 октября 1921, Белый Ключ, Симбирская губерния — 30 ноября 1943, Петровский район, Кировоградская область) — гвардии младший сержант Рабоче-крестьянской Красной Армии, участник Великой Отечественной войны, Герой Советского Союза (1943).

## Биография
Родился 21 октября 1921 года в селе Белый Ключ (ныне — Вешкаймский район Ульяновской области) крестьянской семье. Отец — Волынцев Михаил Павлович (1886—1952), мать — Волынцева Мария Ивановна (1894—1983), имела «Медаль материнства» 1-й степени. Всего в семье было одиннадцать детей.
В 1935 году вместе с семьёй переехал на станцию Буранная Агаповского района Челябинской области. Окончил неполную среднюю школу в посёлке Гумбейский, после чего работал на Южно-Уральской железной дороге, стал комсоргом.
В начале войны как работник железной дороги получил бронь, но 13 октября 1941 года Волынцев ушёл добровольцем в Рабоче-Крестьянскую Красную Армию (призван Агаповским районным военным комиссариатом). С 10 июля 1942 года — на фронтах Великой Отечественной войны. Принимал участие в боях на Юго-Западном, Донском и Степном фронтах. К сентябрю 1943 года гвардии младший сержант Василий Волынцев командовал отделением связи 130-го гвардейского артиллерийского полка 58-й гвардейской стрелковой дивизии 57-й армии Степного фронта. Отличился во время битвы за Днепр.
В сентябре 1943 года в ходе переправы через Днепр в районе села Сошиновка Верхнеднепровского района Днепропетровской области Украинской ССР Волынцев, находясь в передовой группе десантников, проложил кабель через реку, а затем обеспечивал бесперебойную связь с артиллерийскими подразделениями на восточном берегу. Рискуя жизнью, в ледяной воде исправил 15 повреждений кабеля. Действия Волынцева способствовали успешному закреплению пехотных подразделений на плацдарме на западном берегу Днепра.

## Гибель
30 ноября 1943 года Волынцев погиб в бою. Похоронен в братской могиле в селе Луганка Петровского района Кировоградской области.
По данным письма Александра Смоленцева от 1985 года (однополчанина и друга) Василий погиб под Кривым Рогом на высоте 158,6 восточнее села Новоанновка:

Я беру катушку с кабелем, оставляю конец и побежал, и он со мной с другой катушкой. Я остаюсь соединять беру у него конец второй катушки, и он побежал с другой, начался обстрел кургана с миномётов, я прилег, смотрю за Васей — добежал и прыгнул в ровик. Я сам себе говорю: «Слава Богу, Вася спрятался». И я пошёл, к нему не добежал метров 100, около него разорвалась мина, … Вася мой лежит, облит кровью, то есть осколком мины ему пробило голову и разорвало правое плечо. Вечером мы его принесли в хутор и похоронили.
А вот так подвиг связиста Волынцева уже описан в книге «Ульяновцы в боях за Родину»: «в перестрелке Волынцев был ранен, но не выпускал изо рта провод. А тот, кто продолжал предавать через Волынцева огонь, не знал, что связист истекает кровью. Когда к нему подбежали бойцы, он был уже мёртв».

## Награды
Указом Президиума Верховного Совета СССР от 20 декабря 1943 года за «мужество, проявленное при форсировании Днепра» гвардии младший сержант Василий Волынцев посмертно был удостоен высокого звания Героя Советского Союза. Также был награждён орденом Ленина и медалью «За отвагу».

## Память
Именем героя названа улица и школа в селе Белый Ключ, пионерская дружина Буранной средней школы тоже носила имя Героя.
В честь Василия Волынцева названа улица посёлка Буранный. Имя Волынцева также носит железнодорожная дистанция пути от г. Магнитогорска до г. Карталы, где Василий трудился до войны.
На Украине, на месте гибели В. М. Волынцева, в селе Луганка в 1955 году установлен памятник.
В родном селе Волынцева установлен его бюст.
Ежегодно в Агаповском районе в феврале месяце проходят соревновании по волейболу на кубок Волынцева В.М.
В 2011 год в музее Буранной средней школы была установлена мемориальная доска в честь Василия Волынцева.
В 2013 году краеведческому музею Буранной средней школы присвоено имя Героя Советского Союза Волынцева В.М.